# Яр Холки
Яр Холки (Хмелеватый Яр) — река в России, протекает по Новооскольскому району Белгородской области. Правый приток реки Холок.

## География
Река берёт начало у села Ольховатка. Течёт на северо-запад по открытой местности. Устье реки находится у села Подвислое в 11 км от устья Холока. Длина реки составляет 10 км, площадь водосборного бассейна — 48,6 км².

## Данные водного реестра
По данным государственного водного реестра России относится к Донскому бассейновому округу, водохозяйственный участок реки — Оскол ниже Старооскольского гидроузла до границы РФ с Украиной, речной подбассейн реки — Северский Донец (российская часть бассейна). Речной бассейн реки — Дон (российская часть бассейна).
Код объекта в государственном водном реестре — 05010400312107000011943.